# Биллонные монеты

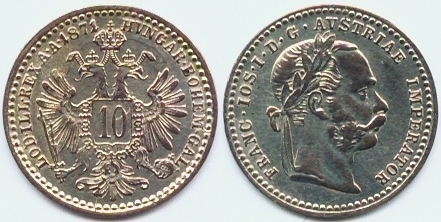
Австрийская биллонная монета номиналом в 10 крейцеров, 1871 г. Содержание серебра — 40 %

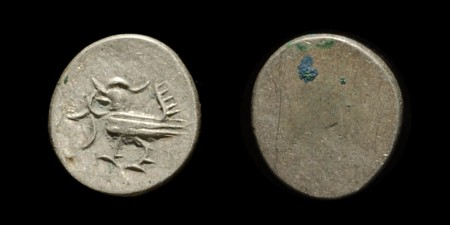
Камбоджийская биллонная монета номиналом 1 фуанг

Биллонные монеты (от фр. billon) — неполноценные (разменные, кредитные) монеты, чья покупательная способность превышает стоимость содержащегося в них металла. В более узком смысле — монеты, в которых содержание благородного металла (золота или серебра) составляет меньшую часть, а большую — лигатура. Ещё более узкое значение — серебряные монеты 500-й и ниже пробы, где лигатурным металлом, как правило, выступает медь.
О биллонных как о неполноценных (кредитных) монетах см. статью «Разменная монета».

## Биллон
В XIII веке во Франции словом «биллон» (от фр. billon) называли не чеканенный в монете драгоценный металл, то есть золото или серебро в виде слитка или даже в совсем необработанном виде. В Англии оно трансформировалось в понятие bullion coin (инвестиционная, весовая монета). В самой Франции, а также во многих других странах (в частности, в России) в XV веке слово «биллон» стало означать сплав с незначительным содержанием драгоценного металла, в более узком смысле — сплав меди с серебром, где последнее составляет менее 50 % («белая медь»).

## Примеры биллонных монет
Биллон использовался для изготовления монет (биллонная монета в этом смысле — серебряная монета с пробой не выше 500-й). Известны биллонные монеты, чеканившиеся в VI — начале V века до н. э. в Малой Азии на острове Лесбос и содержавшие 40 % серебра и 60 % меди. Большой размах изготовление биллонных монет, в лигатурном сплаве которых преобладала медь, приобрело в Римской империи (денарии, антонинианы), достигнув пика при Галлиене (253—268). Как следствие порчи множество биллонных монет изготавливалось в Средние века. По цвету металла различали монеты белые (лат. argentum album) и монеты чёрные (лат. argentum nigrum), соответственно, монеты высокой (например, пражский грош) и низкой пробы (чешский денарий). К известным монетам с наименьшей пробой относится чеканившиеся до конца 1960-х годов мексиканское песо 100-й пробы.

## История
Биллонные монеты обслуживали номиналы промежуточные между номиналами серебряных и медных монет: во Франции в биллоне с XIII века чеканились монеты номиналом в 1 и 2 денье, c XVI века — в 1 су (дузен) и 3 денье (лиард), с того же периода монета в 1 денье стала чеканиться из меди, в Пруссии в биллоне чеканились монеты достоинством в 6 пфеннигов и 1 грош, в Австрии в биллоне чеканили монеты в 1 крейцер, в России с 1867 года в биллоне стали чеканить монеты номиналом в 5, 10, 15 и 20 копеек (заменили монеты из серебра 868-й или 750-й пробы).
В Российской империи с 1867 по 1917 гг. монеты номиналом 5, 10, 15 и 20 копеек чеканились из биллона с содержанием серебра 50 %. В РСФСР (а позднее в СССР) с 1921 до 1931 года монеты в 10, 15 и 20 копеек также выпускались из биллона (серебро 500-й пробы).
Во Франции номиналы, традиционно выпускавшиеся в виде биллонных монет, были заменены медными ещё в XVII веке, биллонными выпускались только монеты в 2 соля, а в период империи непродолжительное время — 10 сантимов (1807—1810). В Австрии биллонные монеты были заменены медными в XVIII веке. После децимализации гульдена 1857 года нишу биллонных монет вновь заняли серебряные монеты, но после перехода на золотой стандарт с 1892 года эту нишу заняли никелевые монеты. В Пруссии в XVIII веке вместо биллонных монет вновь стали чеканить серебряные, а после введения в 1871 году общеимперской марки ниша биллонных монет стала вскоре обслуживаться медно-никелевыми монетами.
В СССР биллонные монеты с 1931 года были заменены медно-никелевыми.